# Petr Šantavý
Petr Šantavý (23. října 1973 – 19. dubna 2024 Olomouc) byl český kardiochirurg s působištěm na Kardiochirurgické klinice Fakultní nemocnice Olomouc.

## Život
Narodil se v roce 1973. Jeho otcem byl gynekolog a genetik Jiří Šantavý, jeho dědečkem pak biochemik František Šantavý. Měl také sestru Sylvu. Po absolvování základní školy studoval čtyři roky na Slovanském gymnáziu v Olomouci. 
Žil v olomoucké části Nová Ulice. S manželkou Lucií měl dceru a syna.
Zemřel 19. dubna 2024 v Olomouci, kde na sportovní střelnici spáchal sebevraždu střelou z pistole. Poslední rozloučení proběhlo 25. dubna 2024 v bazilice Navštívení Panny Marie v olomoucké části Svatý Kopeček.

### Kariéra
V roce 1998 úspěšně absolvoval studium na Lékařské fakultě Univerzity Palackého a získal titul MUDr. Od té doby pracoval na II. chirurgické klinice Fakultní nemocnice Olomouc. Atestace vykonal roku 2001 (chirurgie) a 2007 (kardiochirurgie). V roce 2002 se stal členem lékařského týmu na nově vzniklé Kardiochirurgické klinice Fakultní nemocnice Olomouc. Je uznáván jako jedna z hlavních osobností, která se zasloužila o návrat specializovaného kardiochirurgického pracoviště do Olomouce, kde pracoval až do své smrti. V roce 2012 se zde stal zástupcem přednosty pro léčebnou péči.
V roce 2007 krátce pracoval na klinice v Louisville v americkém státě Kentucky. Působil rovněž na klinice v irském Dublinu. Titul Ph.D. obdržel v oboru Chirurgie v roce 2009, když napsal disertační práci na téma Srovnání jednotlivých typů aortálních bioprotéz a vyhodnocení jejich hemodynamických parametrů. V roce 2018 se habilitoval, habilitační práci napsal na téma Familiární aneurysma hrudní aorty. V letech 2020 až 2023 byl přednostou Kardiochirurgické kliniky Fakultní nemocnice Olomouc. Posléze na téže klinice působil jako zástupce přednosty pro vědu a výzkum.
Byl členem České společnosti kardiovaskulární chirurgie. Byl rovněž aktivní v psaní vědeckých publikací. Například v září 2011 zveřejnil knihu s titulem Aortic Valve Stenosis - Current View on Diagnostics and Treatment.